# Черников, Виктор Григорьевич
Виктор Григорьевич Черников — российский учёный в области механизации сельскохозяйственного производства, член-корреспондент РАСХН (2001), член-корреспондент РАН (2014).

## Биография
Родился 24.02.1935 в Лисичанске Ворошиловградской области в семье шахтера. Окончил Харьковский политехнический институт (1957, факультет тракторного и сельскохозяйственного машиностроения) и аспирантуру ВНИИ льна (1970).
- 1957—1975 помощник мастера сборочного цеха, инженер-конструктор СКБ, мастер механического цеха, руководитель группы ГКБ, начальник группы СКБ, начальник конструкторского бюро СКБ, главный конструктор завода «Бежецксельмаш».
- 1975—1989 зав. лабораторией, первый заместитель директора по научной работе Калининского филиала Всесоюзного н.-и. технологического института ремонта и эксплуатации машинно-тракторного парка.
- 1989—1999 генеральный директор НПО «Нечерноземагропромлен», директор Центрального н.-и. проектно-технологического конструкторского института механизации льноводства.
- с 1999 директор (1999—2005), с 2005 г. заведующий отделом ФГБНУ «Всероссийский научно-исследовательский институт механизации льноводства».

Автор и соавтор более 30 льноуборочных и льноперерабатывающих машин.
Доктор технических наук (1999), профессор (2001), член-корреспондент РАСХН (2001), член-корреспондент РАН (2014).
Лауреат премии Правительства РФ в области науки и техники (2011). Заслуженный изобретатель РСФСР (1989). Награждён медалями.
Получил 88 авторских свидетельств и патентов на изобретения.
Книги:
- Машины для уборки льна: (конструкция, теория и расчет). — М., 1999. — 209 с.
- Инновационные технологии и технические средства нового поколения для производства и глубокой переработки лубяных культур: учеб. пособие / соавт.: М. М. Ковалев и др.; Рос. гос. аграр. ун-т — МСХА им. К. А. Тимирязева. — М., 2010. — 149 с.